# Gärten der Welt
Gärten der Welt (pol. Ogrody Świata) w Parku Wypoczynkowym (niem. Erholungspark Marzahn) – ogród botaniczny w Berlinie, w dzielnicy Marzahn. Obecnie znajduje się pod zarządem spółki Grün Berlin GmbH (pol. „Zielony Berlin”). Cały ogród zajmuje powierzchnię 43 ha.

## Historia
Gärten der Welt został otwarty 9 maja 1987 roku z okazji 750-lecia Berlina, lecz dopiero jesienią 2000 roku zaczął przypominać ogród botaniczny, gdy otwarto w nim pierwszy z nich: ogród chiński. Później powstawały dalsze ogrody z całego świata: japoński, balijski, koreański, marokański, chrześcijański, włoski oraz ogród Karla Förstera. Każdy z tych ogrodów odzwierciedla styl, architekturę, roślinność oraz klimat danego regionu (z tego względu ogród balijski znajduje się w szklarni). W parku znajduje się także labirynt zbudowany z żywopłotu.
Wstęp do Gärten der Welt jest płatny.

## Galeria

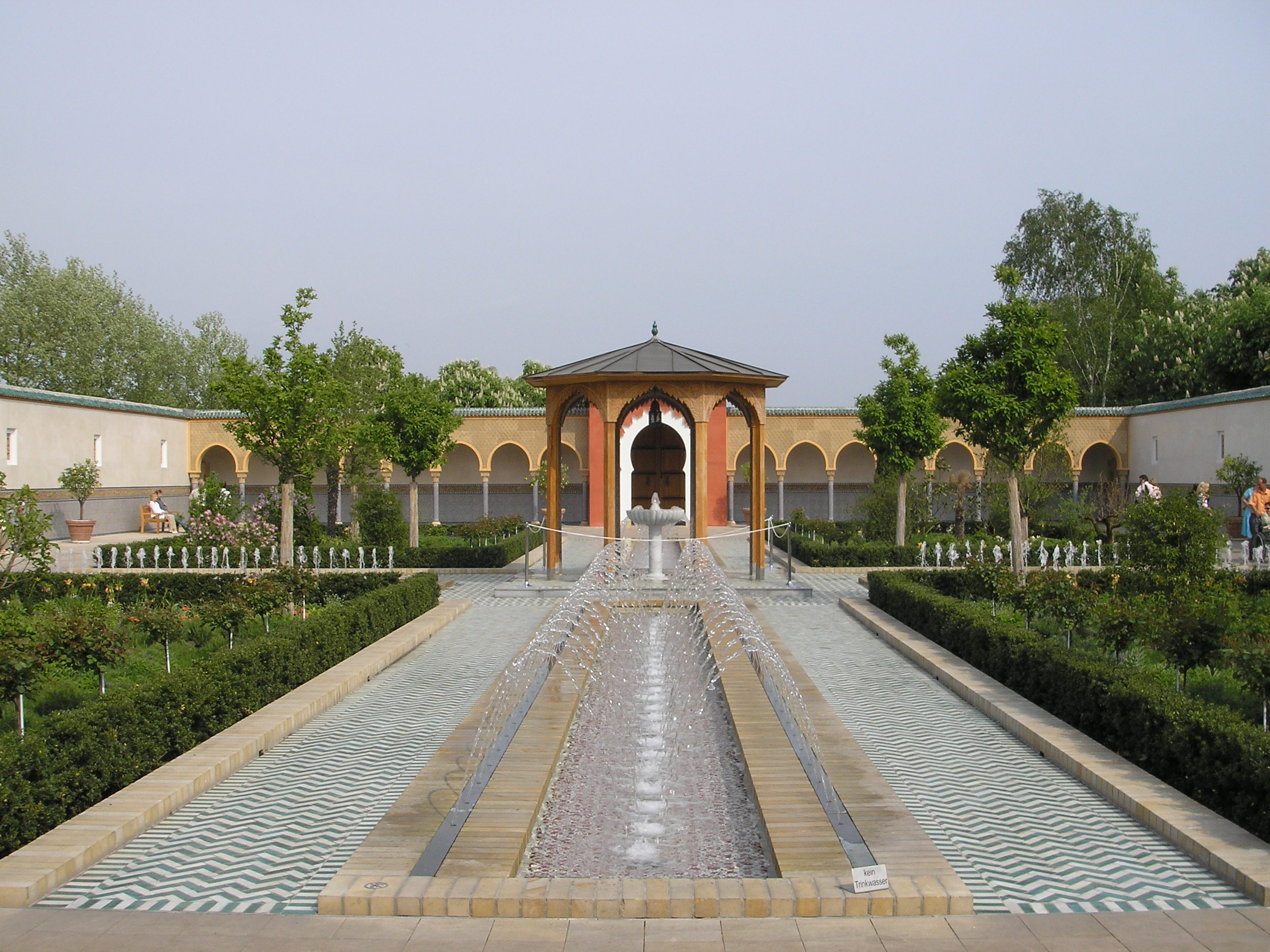
Ogród orientalny (marokański)
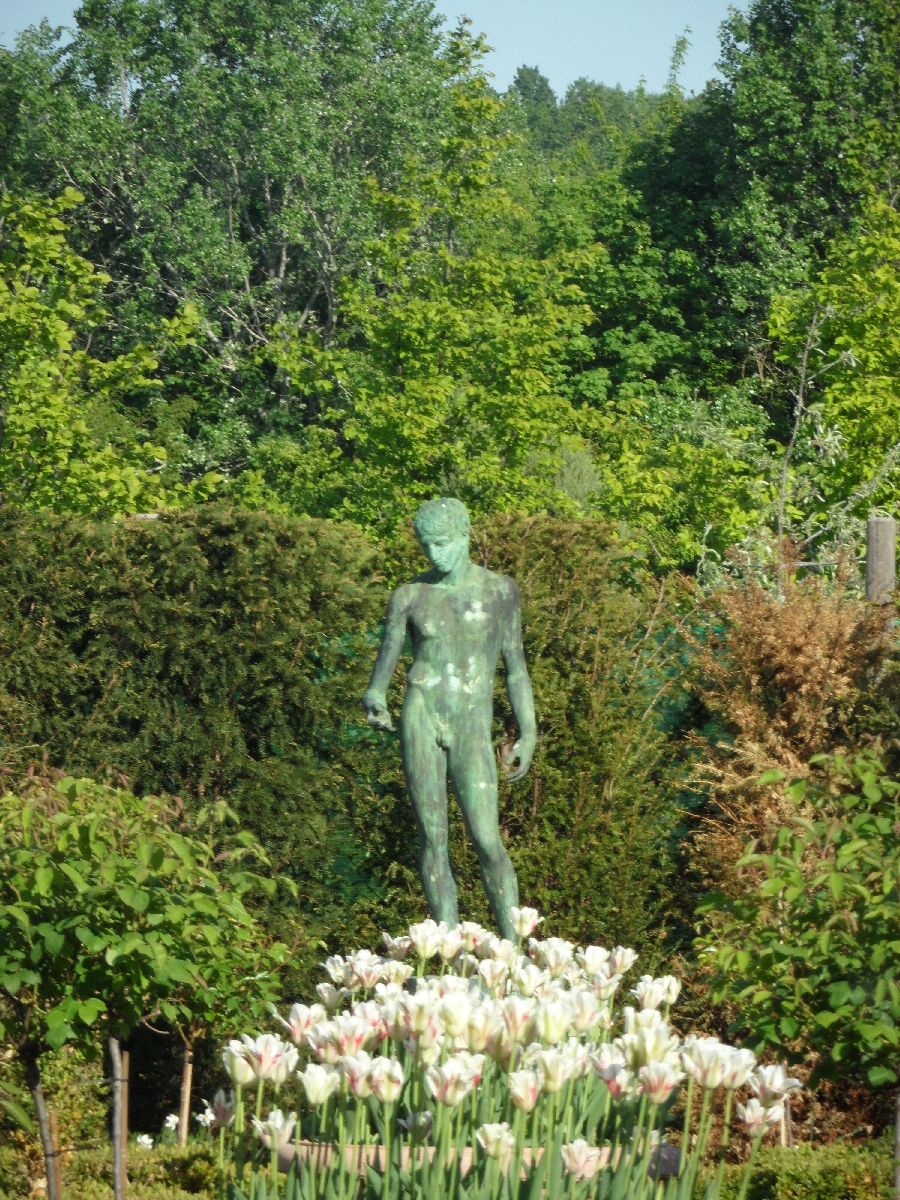
Ogród włoski
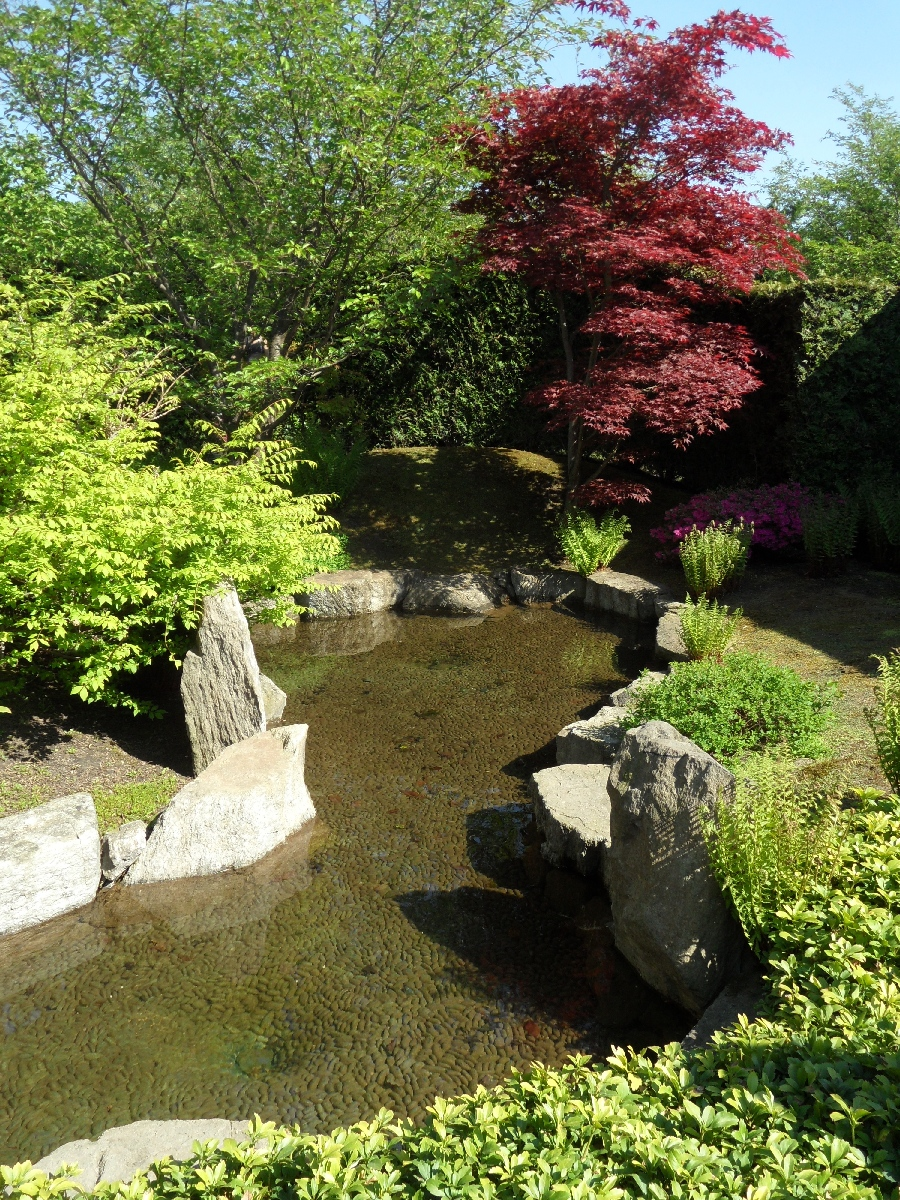
Ogród japoński
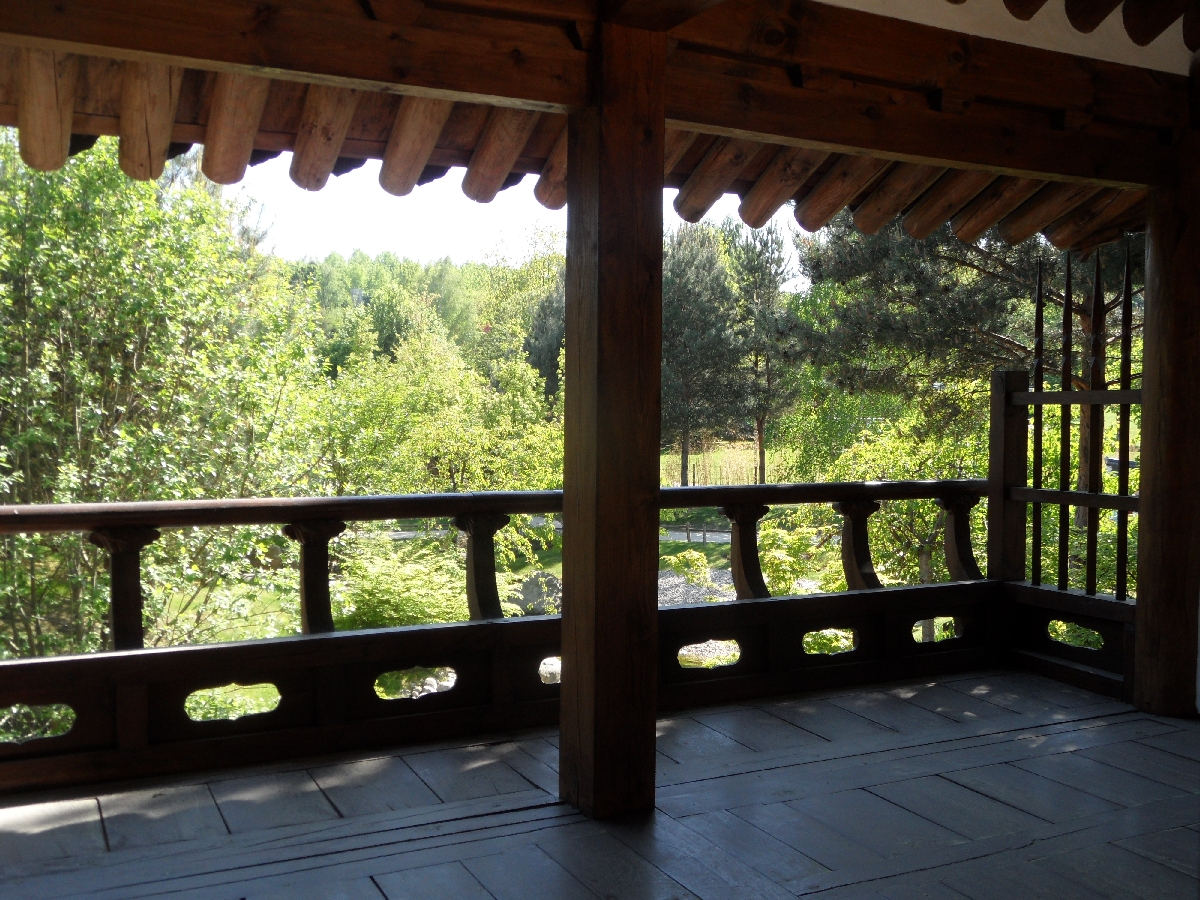
Ogród koreański
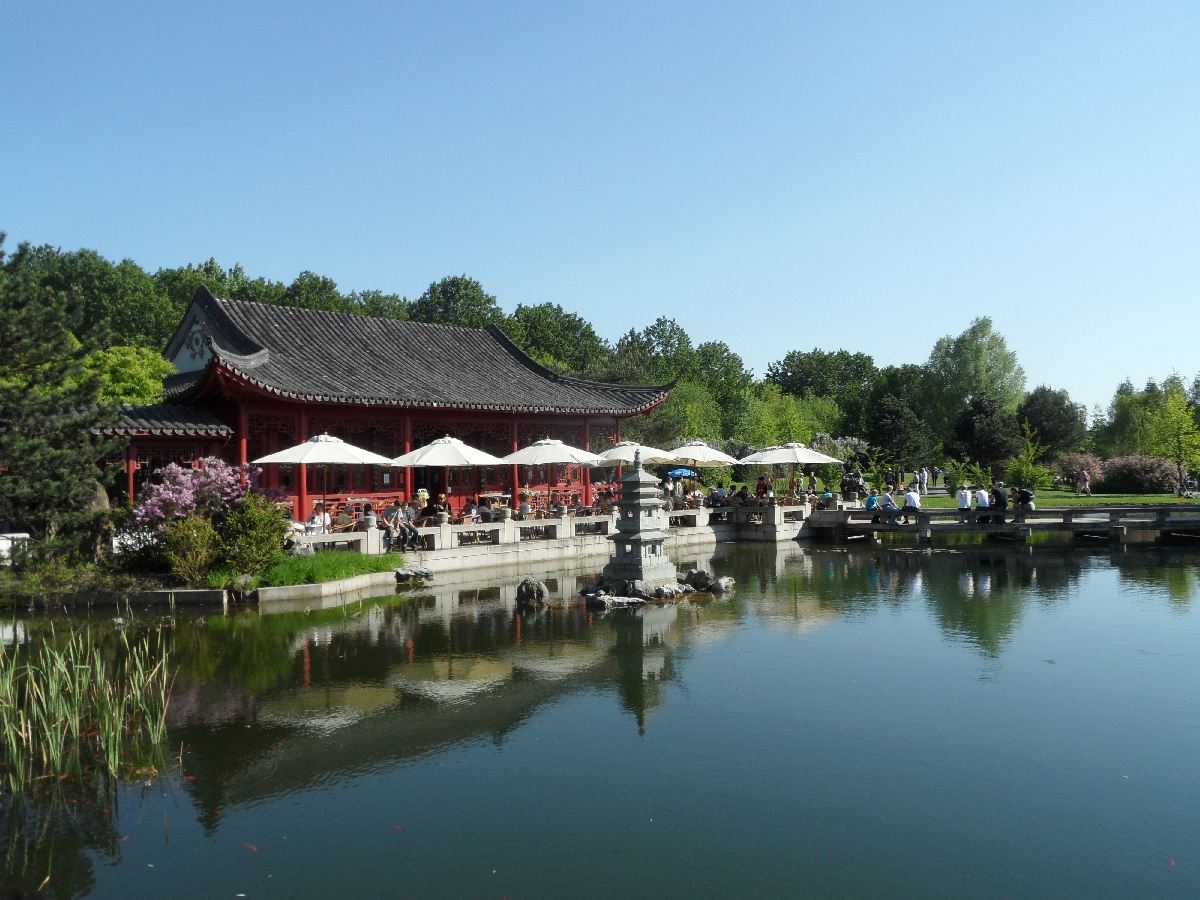
Ogród chiński